# Providence (Guyana)
Providence es una comunidad de la Región de Demerara-Mahaica de Guyana ubicada al este del Río Demerara a 1 m.s.n.m y está ubicada aproximadamente a 10 kilómetros de la capital Georgetown.

## Edificaciones
En Providence está ubicado el Providence Stadium, el cual fue utilizado para la Copa Mundial de Críquet de 2007 y para los partidos de la selección nacional de fútbol.